# Monsef Zerka
Monsef Zerka (ur. 30 sierpnia 1981 w Orleanie) – piłkarz marokański grający na pozycji ofensywnego pomocnika lub napastnika. Posiada także obywatelstwo francuskie.

## Kariera klubowa
Zerka urodził się w Orleanie w rodzinie marokańskich emigrantów. Pierwsze piłkarskie kroki stawiał w zespole US Orléans. W 1999 roku trafił do AS Nancy, a zarekomendował go jego trener Jacques Quéré. Początkowo występował w rezerwach klubu w Championnat de France Amateurs, amatorskiej lidze francuskiej. W 2001 roku zadebiutował w Ligue 2. W pierwszych trzech sezonach był rezerwowym, ale już w sezonie 2003/2004 zaczął częściej grywać na pozycji obrońcy w wyjściowej jedenastce Nancy. W sezonie 2004/2005 Nancy po 5 latach powróciło w szeregi Ligue 1. W ekstraklasie Zerka zadebiutował 30 lipca 2005 w przegranym 0:1 domowym meczu z AS Monaco. 2 tygodnie później zdobył gola w spotkaniu z RC Lens (1:2). W lidze łącznie zdobył 6 goli i z czasem został przekwalifikowany z obrońcy na pomocnika, a zaliczył także kilka spotkań w ataku. W 2006 roku zajął z Nancy 12. pozycję w Ligue 1 oraz zdobył Puchar Ligi Francuskiej. W sezonie 2006/2007 wystąpił z Nancy w Pucharze UEFA.
Latem 2009 roku Zerka przeszedł z Nancy do spadkowicza z Ligue 1, FC Nantes. W Nantes występował do końca 2010 roku, a na początku 2011 przeszedł do greckiego Iraklisu Saloniki. Następnie grał w New England Revolution, Petrolulu Ploeszti i Tanjong Pagar United.
| Sezon   | Klub                   | Kraj              | Rozgrywki              | Mecze | Bramki |
| ------- | ---------------------- | ----------------- | ---------------------- | ----- | ------ |
| 1999/00 | AS Nancy B             | Francja           | CFA                    | 27    | 0      |
| 2000/01 | AS Nancy B             | Francja           | CFA                    | 22    | 0      |
| 2000/01 | AS Nancy               | Francja           | Ligue 2                | 2     | 0      |
| 2001/02 | AS Nancy               | Francja           | Ligue 2                | 21    | 0      |
| 2002/03 | AS Nancy               | Francja           | Ligue 2                | 21    | 0      |
| 2003/04 | AS Nancy               | Francja           | Ligue 2                | 26    | 3      |
| 2004/05 | AS Nancy               | Francja           | Ligue 2                | 18    | 1      |
| 2005/06 | AS Nancy               | Francja           | Ligue 1                | 27    | 6      |
| 2006/07 | AS Nancy               | Francja           | Ligue 1                | 16    | 2      |
| 2007/08 | AS Nancy               | Francja           | Ligue 1                | 15    | 4      |
| 2008/09 | AS Nancy               | Francja           | Ligue 1                | 30    | 1      |
| 2009/10 | FC Nantes              | Francja           | Ligue 2                | 25    | 2      |
| 2010/11 | FC Nantes              | Francja           | Ligue 2                | 10    | 0      |
| 2010/11 | Iraklis Saloniki       | Grecja            | Superleague Ellada     | 9     | 0      |
| 2011    | New England Revolution | Stany Zjednoczone | MLS                    | 7     | 2      |
| 2011/12 | Petrolul Ploeszti      | Rumunia           | Liga I                 | 12    | 2      |
| 2013    | Tanjong Pagar United   | Indonezja         | Indonesia Super League | 26    | 12     |
| 2014    | Tanjong Pagar United   | Indonezja         | Indonesia Super League | 22    | 9      |

## Kariera reprezentacyjna
W reprezentacji Maroka Zerka zadebiutował w 2002 roku. W 2004 roku był członkiem kadry olimpijskiej na Igrzyska Olimpijskie w Atenach, na których Marokańczycy nie wyszli z grupy. W 2008 roku został powołany przez Henriego Michela na Puchar Narodów Afryki 2008.